# Tillfälligt sex
Tillfälligt sex är sexuella aktiviteter som sker utanför en romantisk relation. Det kan ske mellan personer som är helt obekanta med varandra, som en tillfällig förbindelse, och aktiviteten kan då benämnas engångsligg eller "one-night stand". Andra exempel på tillfälligt sex inkluderar prostitution och swinging.
Intresset för tillfälligt sex finns hos olika kön, men det anses vara störst hos män. Det är inte alltid upplevelsen når upp till deltagarnas förväntningar, och det gäller inte minst kvinnor som testar det hela. En sådan "lös förbindelse" kan dock även hos kvinnor ge en högre självkänsla.
Tillfälligt sex anses vara vanligare i större städer. I Stockholm i Sverige publicerades 2011 en undersökning där fyra av tio av de intervjuade var med någon utanför en fast relation vid det senaste samlagstillfället. Undersökningen visade också att endast en av fyra då använde kondom. 2022 sade en annan undersökning att var tredje ung kvinna i Sverige haft en tillfällig sexuell förbindelse under det senast året. De intervjuade kvinnorna berättade om bristfällig kommunikation och maktobalans men även att erfarenheterna fått dem att förändra sitt beteende och sociala handlingar i relation till sex; detta anses kunna stärka individernas sexuella egenmakt.